# Kiszlovodszk
Kiszlovodszk (cirill betűkkel Кисловодск) város az Oroszországi Föderáció Sztavropoli határterületén. A város az észak-kaukázusi régióban, a Fekete-tenger és Kaszpi-tenger között fekszik. Lakossága a 2002-es népszámlálás idején 129 788 fő volt. (Az 1989-es népszámlálás idején 114 414 fő élt a városban.) 1803-ban alapították mint katonai bázis. Ismert orosz üdülőváros. A 19. század végén, a 20. század elején kedvelt üdülőhelye volt az oroszországi művészvilágnak és az arisztokráciának.

## Neve
Nevét a környéken található gyógyvíz-forrásokról kapta (kiszlovodszk am. savanyú víz).

## Népesség
A település népességének változása:
| Lakosok száma | 1800 | 51 332 | 91 000 | 97 000 | 118 000 | 120 800 | 128 900 | 128 486 | 129 861 | 126 423 |
|               | 1897 | 1939   | 1972   | 1985   | 1992    | 1999    | 2005    | 2011    | 2017    | 2024    |

## Híres emberek
- Itt született Alekszandr Iszajevics Szolzsenyicin orosz író.

## Testvérvárosok
- Aix-les-Bains, Franciaország
- Baguio, Fülöp-szigetek
- Batumi, Grúzia[2]
- Kirjat Jam, Izrael
- Muscatine, Iowa, Amerikai Egyesült Államok
- Nazran, Ingusföld, Oroszország
- Velingrad, Bulgária

## Képek

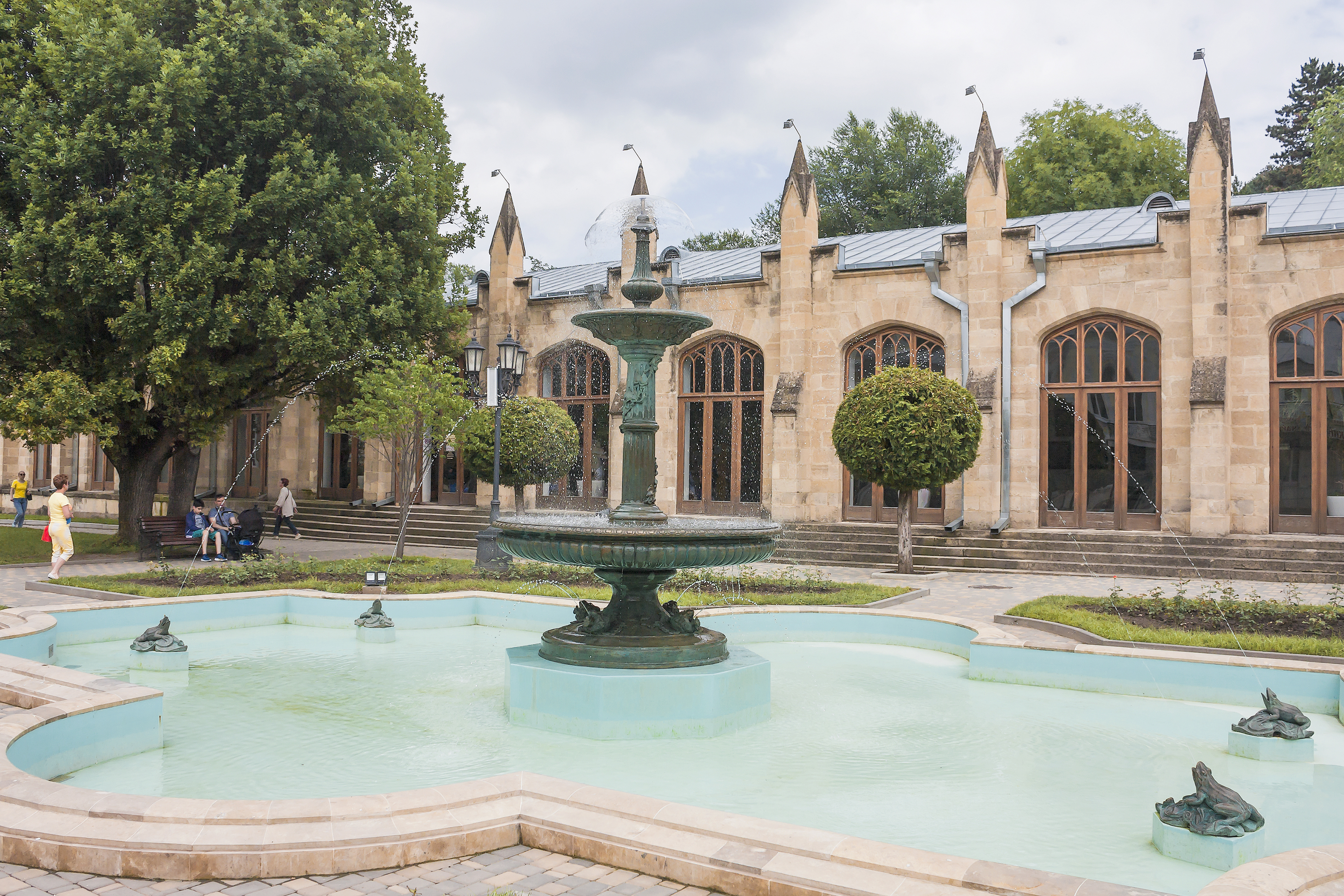
Narzan Galéria
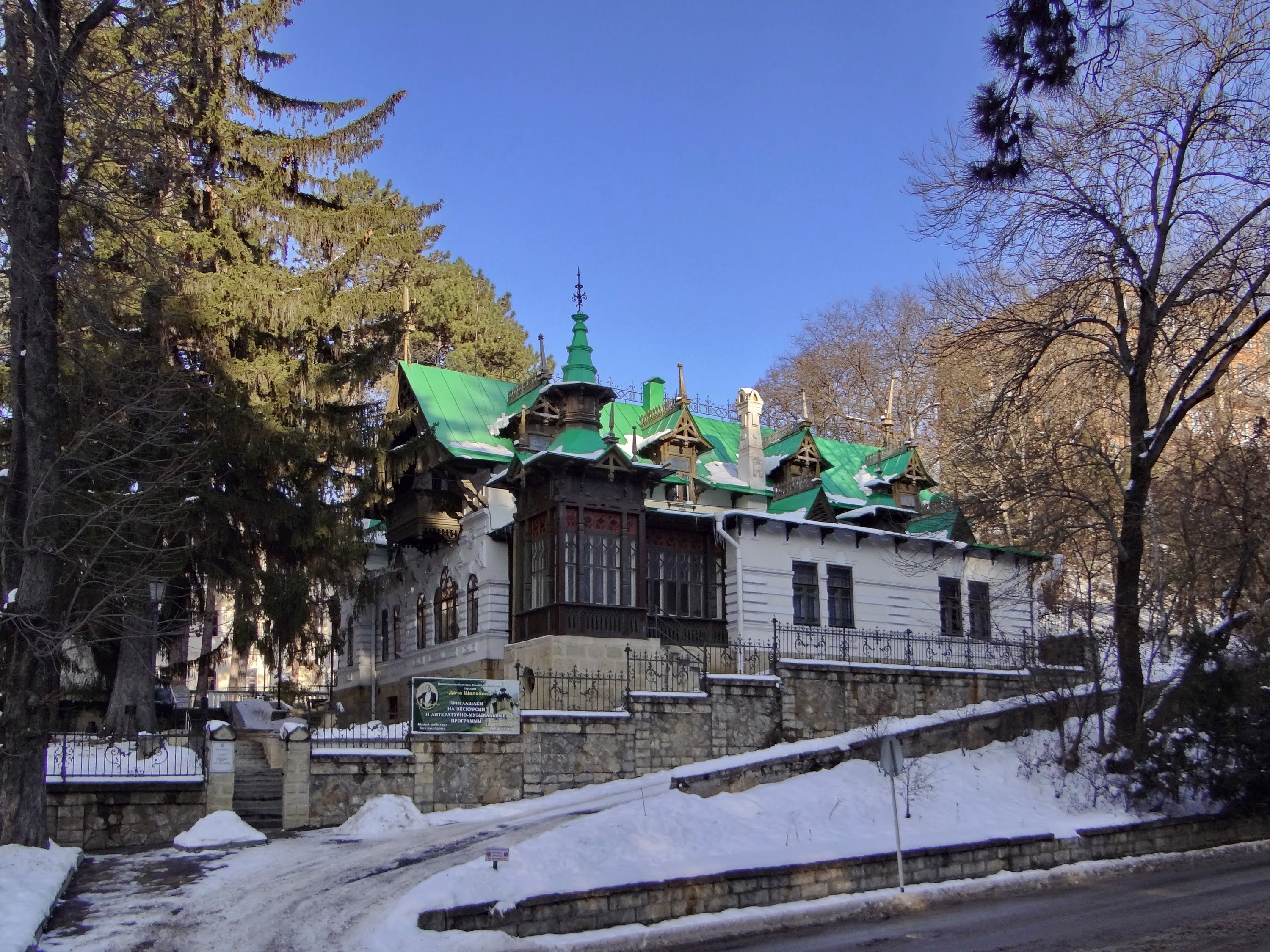
Saljapin-kúria
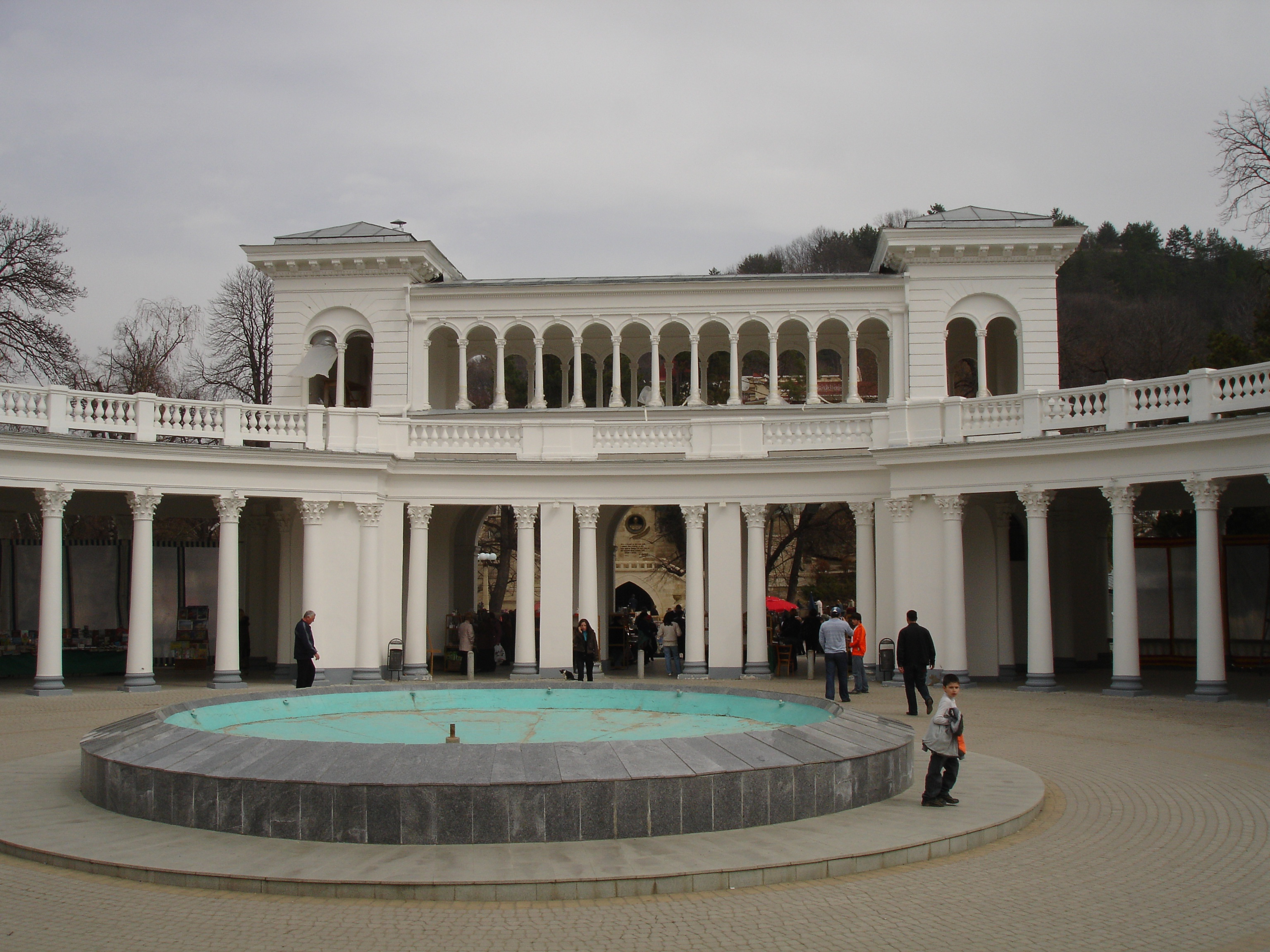
Kolonnád a parknál
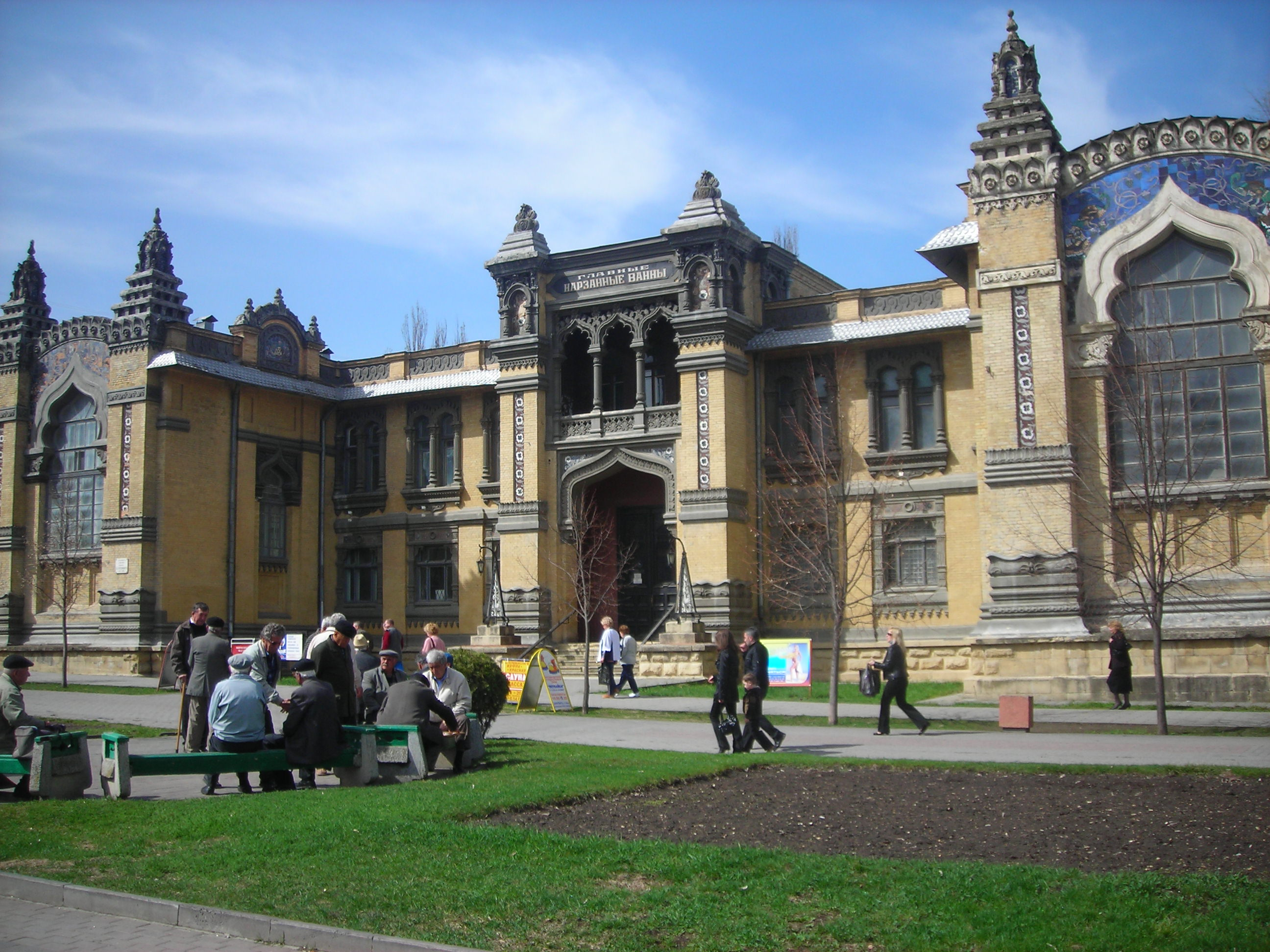
Régi fürdő
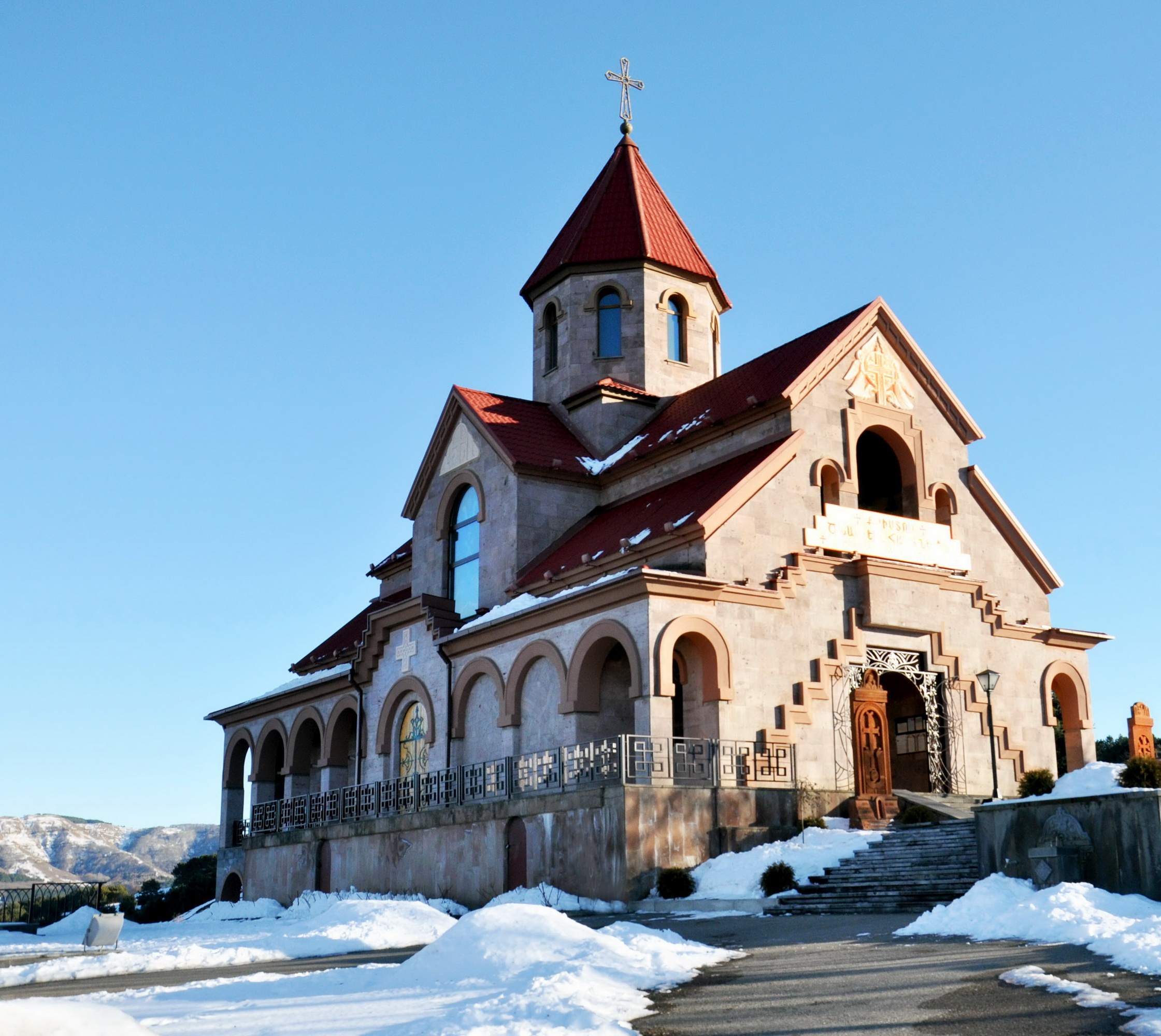
Örmény templom
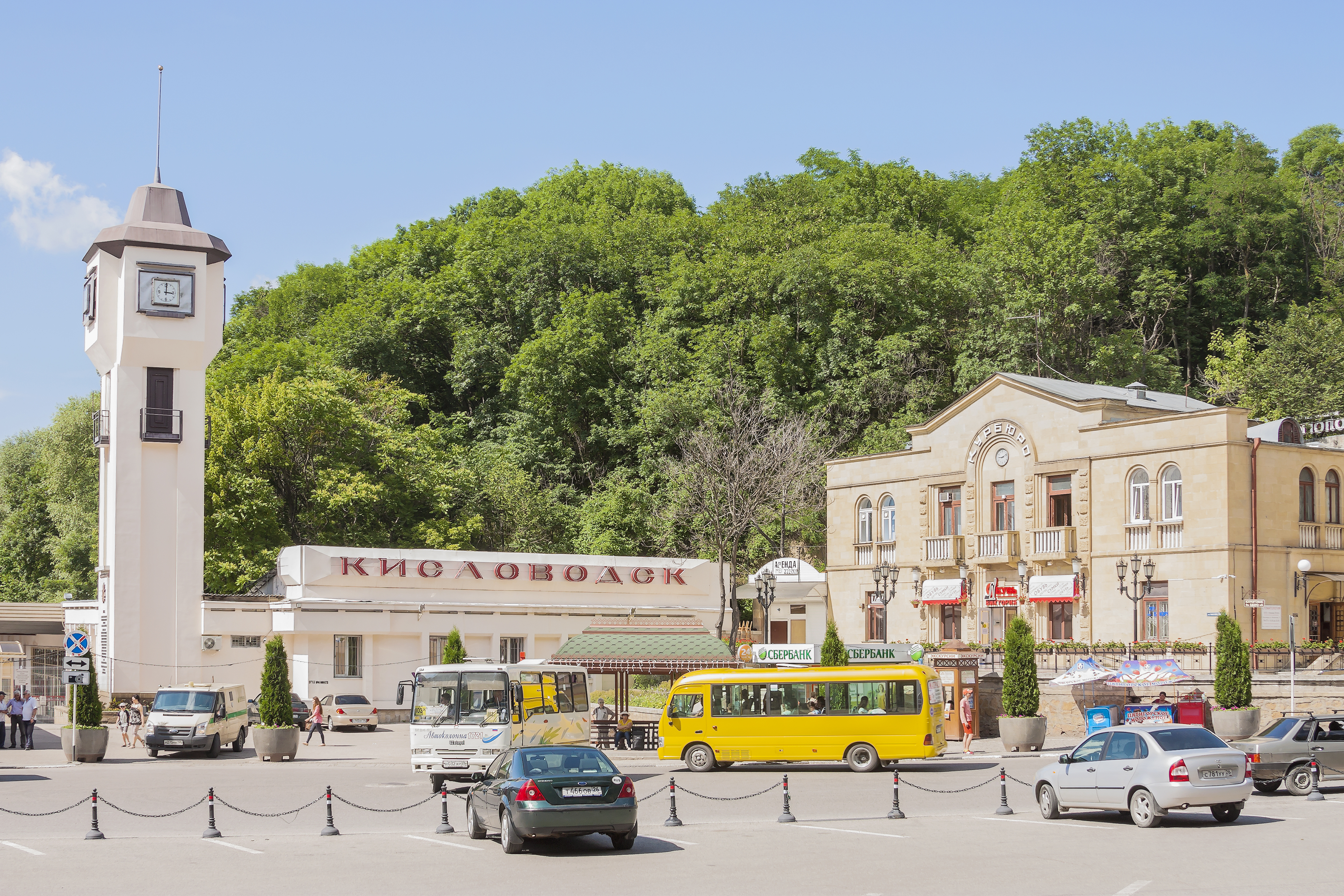
Vasútállomás
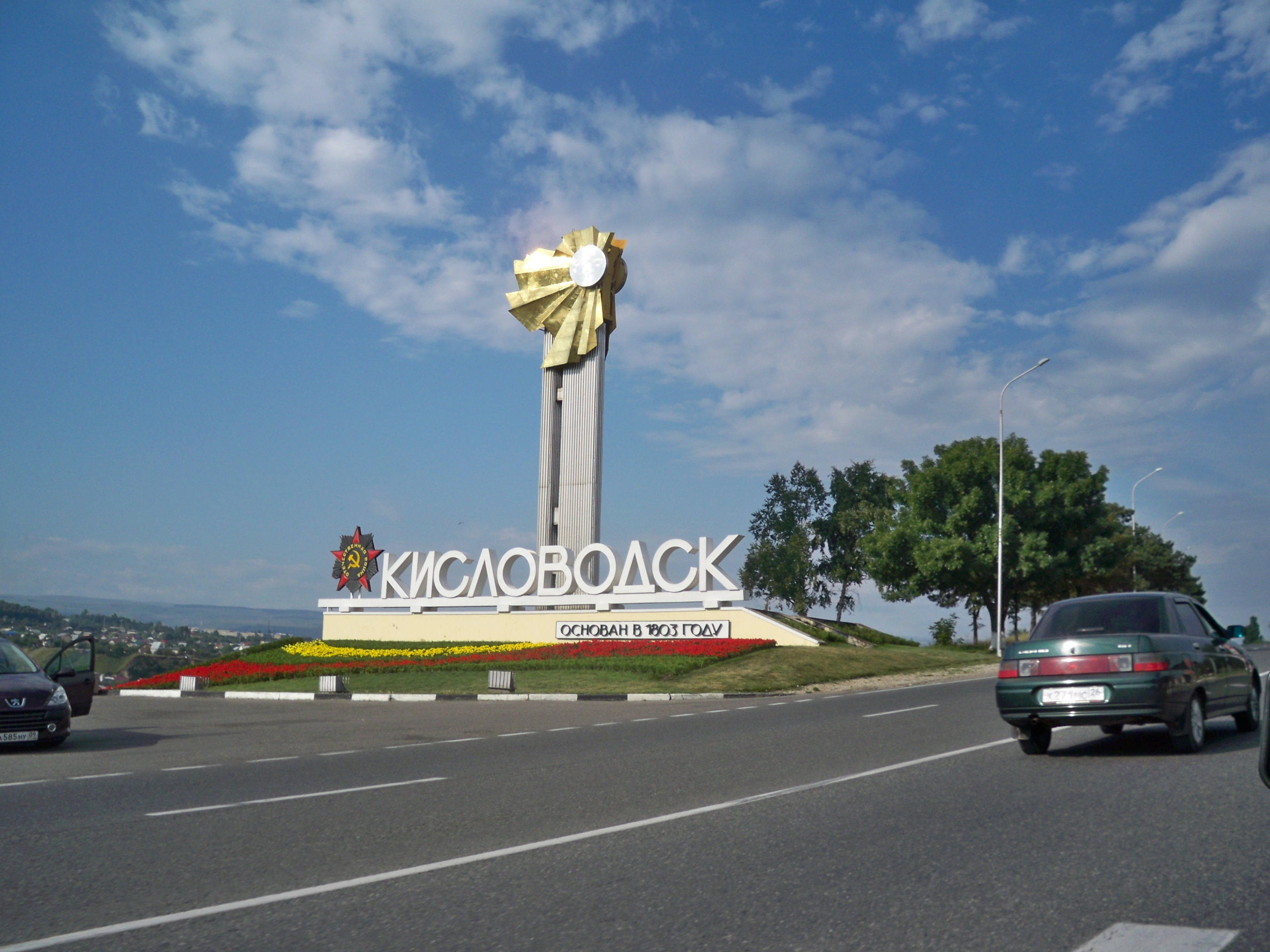
Isten hozta Kiszlovodszkban!
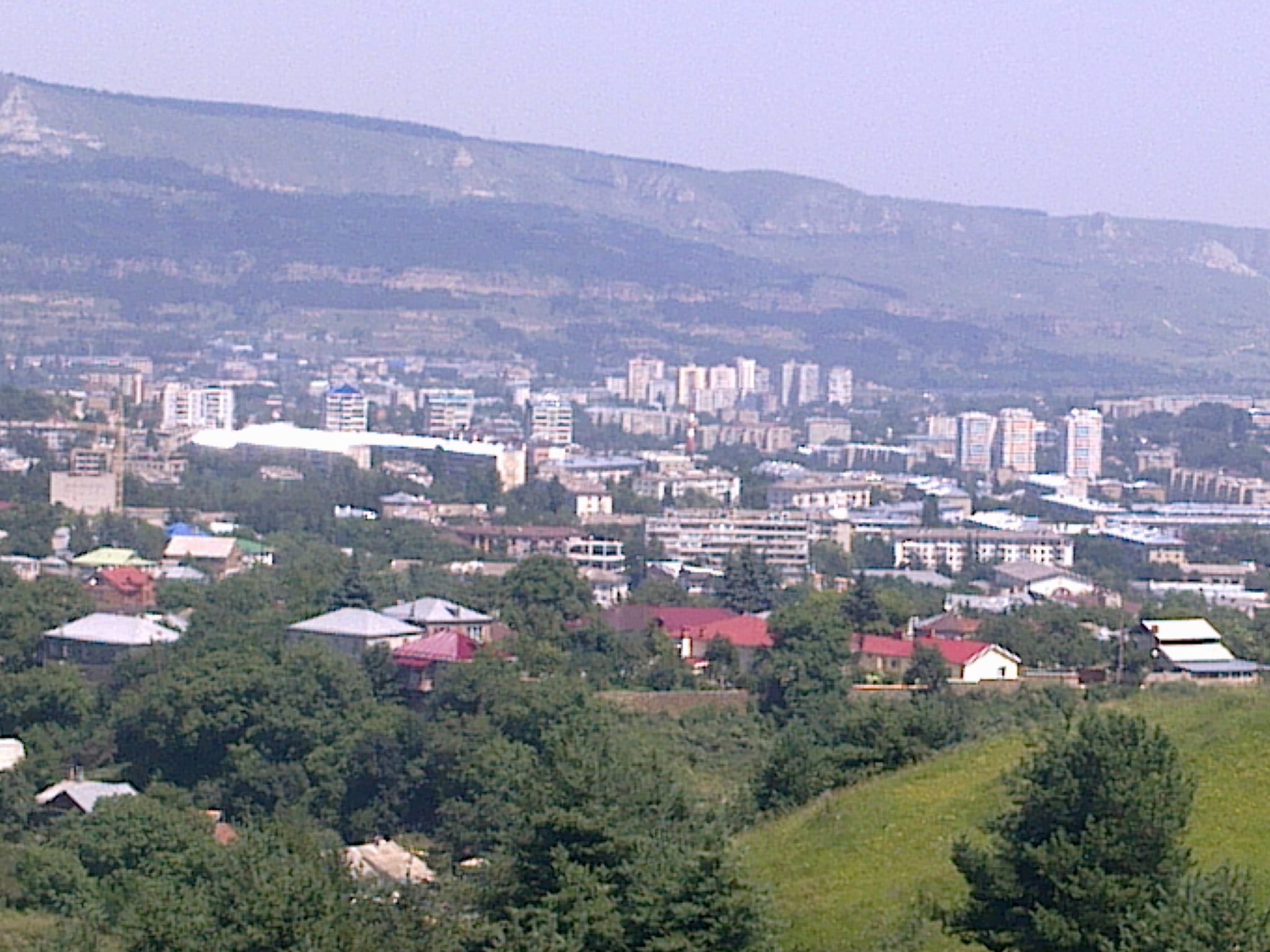
Kiszlovodszki panoráma
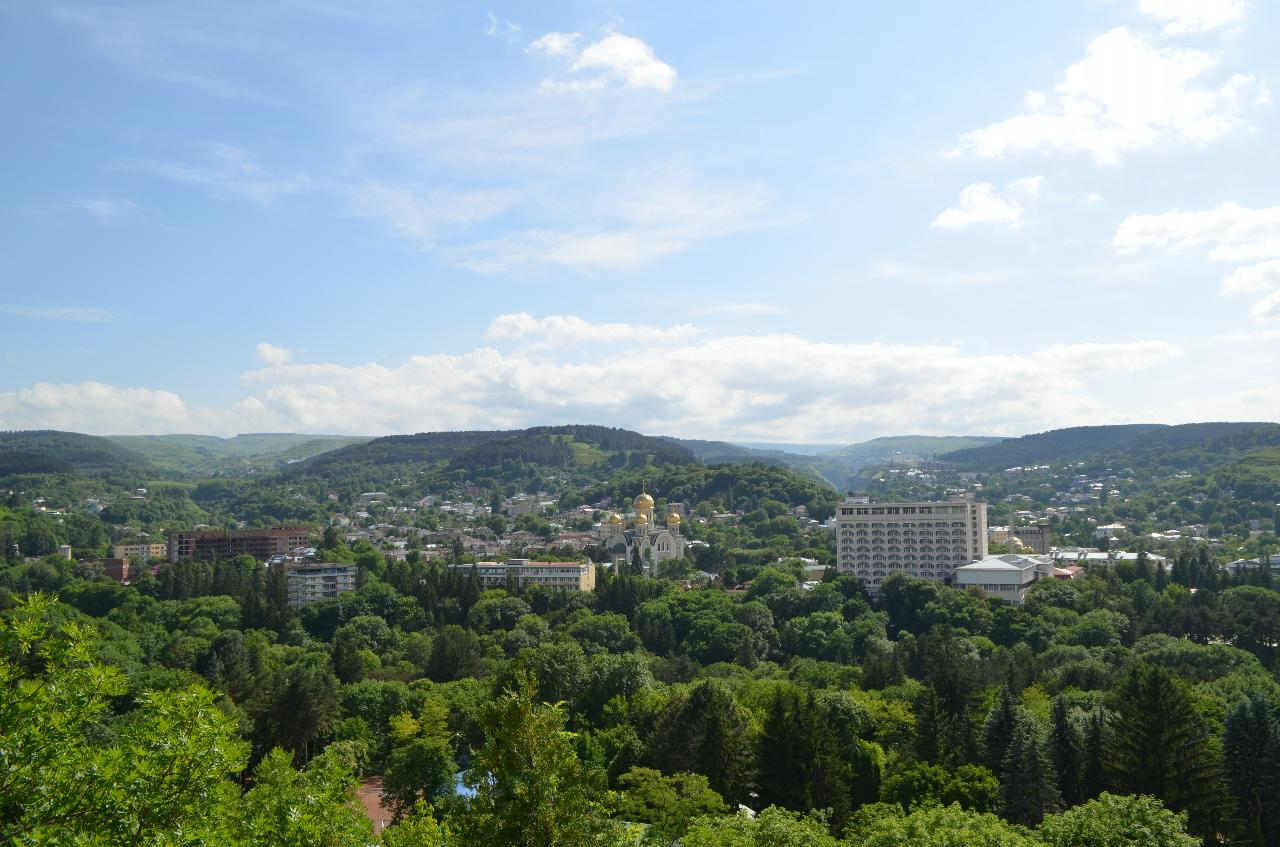
Kiszlovodszki panoráma